# Pseudotaenia
Pseudotaenia es un género de escarabajos de la familia Buprestidae.

## Especies
- Pseudotaenia ajax (Saunders, 1872)
- Pseudotaenia frenchi (Blackburn, 1891)
- Pseudotaenia gigas (Hope, 1846)
- Pseudotaenia salamandra (Thomson, 1879)
- Pseudotaenia spilota Carter, 1916
- Pseudotaenia superba (Saunders, 1872)
- Pseudotaenia waterhousei (van de Poll, 1886)